# Apologie d'Al-Kindi
Pour les articles homonymes, voir Al-Kindi (homonymie).
L'Apologie d'al-Kindi (Risalat al-Kindi, ar: رسالة الكندي) est un traité religieux arabe, transmis dans les milieux chrétiens, rassemblant deux lettres, l'une d'un musulman, Abdallah Al-Hashimi ; l'autre d'un chrétien, Abd al-Masih al-Kindi, chacun faisant l'apologie de sa religion et invitant l'autre à le rejoindre.

## Les lettres
Les lettres sont de longueurs inégales, Al-Hashimi se contentant de présenter l'islam, tandis que Al-Kindi réfute dans un premier temps les affirmations de son correspondant avant de faire une présentation du christianisme.
Cette correspondance aurait eu lieu à l'époque du calife Al-Ma'mūn (813-834). Ce que l'on sait de l'ouverture d'esprit du Calife ne vient pas contredire cette assertion.
Le plus ancien témoignage externe sur cette Apologie appartient à Al-Biruni (973-1048). Dans sa Chronologie (chapitre VIII Sur les ères des faux prophètes), il écrit, à propos des Sabéens : « De même, Abd-al-Masih ben-Ishaq Al-Kindi, le chrétien, dans sa réponse au livre d'Abdallah ben-Ismaïl Al-Hashimi, rapporte à leur propos, qu'il est connu qu'ils pratiquaient des sacrifices humains quoique dans les temps actuels, ils ne soient pas autorisés à les pratiquer publiquement. »
La question de l'authenticité et de la date reste débattue. Selon les historiens, l'échange date du IXe siècle ou bien du Xe siècle.

## Identité des protagonistes
Les noms des protagonistes laissent à penser qu'il pourrait s'agir de pseudonymes, voire de personnages emblématiques. Les lettres, toutes deux écrites par un chrétien, mettraient en scène non pas deux personnages ayant réellement existé, mais plutôt deux archétypes.
En effet, le chrétien s'appelle Abd al-Masih ibn Ishaq al-Kindi (en arabe : عبد المسيح ابن اسحاق الكندي ) ce qui signifie : Abd-al-Masih = serviteur du  Christ, ibn-Ishaq = fils d'Isaac, al-Kindi = de la tribu de Kindah. C'est un chrétien nestorien.
Le nom du musulman, Abdallah ben-Ismaïl Al-Hashimi (ar: عبد الله بن إسمعيل الهاشمي) se traduit : Abdallah = serviteur d'Allah, ben-Ismaïl = fils d'Ismaël, Al-Hashimi= du clan de Hashim.
On notera, outre la désignation « serviteur du Christ » ou « serviteur d'Allah » la précision des indications suivantes : « fils d'Isaac » et « fils d'Ismaël ». En effet, tandis que la Bible désigne Isaac comme la descendance promise par Dieu à Abraham , les musulmans considèrent qu'Ismaël est l'un des ancêtres des Arabes et qu'en compagnie d'Abraham, son père, il reconstruisit la Ka'aba. 
Enfin, tandis que le clan des « fils d'Ashim » (les Achémites) est ce clan de la tribu arabe des Qurayshites dont est issu Mahomet, la tribu de Kindah comportait en son sein des clans juifs et chrétiens même après l'avènement de l'islam.

## Traductions
L'Apologie a été traduite en latin en 1142 pour Pierre le Vénérable, abbé de Cluny par Pierre de Tolède et révisée par Pierre de Poitiers sous les titres Epistola Sarraceni et Rescriptum Christiani.
Des extraits en ont été publiés en anglais en 1882 par l’orientaliste écossais William Muir. Son ouvrage a par ailleurs été traduit en russe.
En 1985, le pasteur G. Tartar publia une traduction française des lettres d'Abd-al-Masih Al-Kindi et d'Abd-Allah Al-Hashimi.
En 1998, parut une traduction italienne : Al-Kindi, Apologia del cristianesimo, introduzione, traduzione, note ed indici réalisée par Laura Bottini, 4° volume de la collection "Patrimonio culturale arabo-cristiano".